# Катастрофа Ил-14 под Печорой
Катастрофа Ил-14 под Печорой — авиационная катастрофа, произошедшая в понедельник 16 февраля 1966 года в окрестностях Печоры с пассажирским самолётом Ил-14М компании Аэрофлот, при этом погибли 26 человек.

## Самолёт
Ил-14М с бортовым номером 52058 (до 1959 года — Л2058, заводской — 7343609, серийный — 36-09) был выпущен Ташкентским авиазаводом 30 ноября 1957 года и передан Главному управлению гражданского воздушного флота, которое 12 декабря направило его в Сыктывкарский авиаотряд Сыктывкарской авиагруппы гражданской авиации. Всего на момент катастрофы авиалайнер имел в общей сложности 17 157 часов налёта.

## Экипаж
Пилотировавший самолёт экипаж из 75 лётного отряда имел следующий состав:
- КВС-стажёр В. И. Путиков
- внештатный пилот-инструктор В. И. Гришаев
- второй пилот А. М. Попов
- флаг-штурман СОАГ П. И. Суворов
- бортмеханик В. А. Шишкин
- бортрадист Ю. М. Никонов
- стюардесса Л. С. Волкова
- проверяющий, старший штурман-инспектор управления летной службы МГА Н. Ф. Ванюков

## Катастрофа
Самолёт выполнял рейсы 301/302 по маршруту Сыктывкар — Воркута — Сыктывкар. Выполняя рейс 302, Ил-14 в 15:30 в ясную погоду вылетел из Воркуты и после набора высоты занял эшелон 2100 метров. На его борту находились 18 пассажиров: 15 взрослых и 3 ребёнка. В 16:23, подходя к воздушной зоне аэропорта Печора, экипаж связался с диспетчером подхода аэропорта, после чего сообщил условия полёта и запросил разрешение на пролёт зоны. Диспетчер дал информацию экипажу об их местонахождении относительно аэропорта (удаление 98 километров, обратный пеленг 210°) и разрешил подход и пролёт на высоте 2100 метров.
В 16:31 кто-то из членов экипажа самолёта нажал на кнопку передатчика и диспетчер услышал звуковую сигнализацию пожара, при этом сообщений от экипажа поначалу не поступало. Наконец в 16:32 с самолёта поступило сообщение: «Правый мотор горит, снижаемся», на что диспетчер ответил: «Рассчитывать к нам посадку», а затем связь прекратилась и на вызовы экипаж уже не отвечал.
В сложившейся обстановке экипаж действовал грамотно. После обнаружения пожара в правом двигателе экипаж включил его противопожарную систему и доложил о ситуации на землю. Поняв, что пожар не прекращается и продолжает стремительно распространяться, пилоты приняли решение осуществлять аварийную посадку вне аэродрома и даже выбрали для этого безлесую площадку. Но в 16:35, когда Ил-14М находился в 40 километрах от аэропорта Печоры и в 100 метрах над землёй, из-за пожара отделился правый двигатель. Авиалайнер потерял управление и, быстро войдя в пике, отвесно (под углом 90°) врезался в замёрзшее болото близ реки Большая Вяткина, после чего разрушился и сгорел. Все 26 человек на его борту (8 членов экипажа и 18 пассажиров) погибли.

## Причины
По заключению комиссии, первопричиной катастрофы стал задир одного из поршней — № 5, который был вызван конструктивным недостатком цилиндро-поршневой группы авиационного двигателя АШ-82Т и регулярно проявлялся на всех двигателях этой модели на всём протяжении их эксплуатации. Возникший задир привёл к разрушению поршня № 5, а затем и гильз цилиндров № 3, 5 и 7 и шатунного механизма задней звезды. Через образовавшуюся пробоину масло выбросило на выхлопной коллектор, где оно воспламенилось. Возникло интенсивное горение в зоне крепления мотогондолы, которое привело к ослаблению её конструкции. В результате вскоре двигатель вместе с моторамой отделился в воздухе.
По заключению ГОС НИИГА нарушений технологии ремонта, технического обслуживания и правил эксплуатации двигателя, а также производственных отклонений, которые могли бы вызвать задир, не было.

## Известные пассажиры
- Пётр Ерахов — первый секретарь Коми обкома ВЛКСМ, депутат Верховного Совета Коми АССР. Летел вместе с заведующим отделом агитации и пропаганды Коми Обкома КПСС Александром Пешкиным, который и уговорил Ерахова полететь с ним[3].